# Fort Pierre
Fort Pierre ist eine Gemeinde in South Dakota und der Verwaltungssitz von Stanley County in den Vereinigten Staaten. Das U.S. Census Bureau hat bei der Volkszählung 2020 eine Einwohnerzahl von 2115 ermittelt. Fort Pierre liegt am westlichen Ufer des Missouri Flusses gegenüber Pierre, der Hauptstadt von South Dakota. Fort Pierre wurde nach dem französischen Pelzhändler Pierre Chouteau benannt.